# عزلة بني عمرو (صنعاء)

تعديل مصدري - تعديل

بني جرم في عزلة بني عمرو
هي إحدى عزل مديرية الحيمة الداخلية في محافظة صنعاء اليمنية ويبلغ تعداد سكانها 6625 نسمة حسب التعداد السكاني في اليمن لعام 2004.